# Cornelia Wunsch
Cornelia Wunsch (* 1961) ist eine deutsche Altorientalistin.

## Leben und Leistungen
Cornelia Wunsch studierte von 1980 bis 1986 im Rahmen der Regionalwissenschaften die Altertumswissenschaften Westasiens (Assyriologie, Vorderasiatische Archäologie) an der Sektion Asienwissenschaften der Humboldt-Universität zu Berlin. Ihr Studium schloss sie 1986 als Diplom-Assyriologin ab und setzte ihr Studium danach als wissenschaftliche Aspirantin an der HU Berlin fort. Noch vor der Öffnung der Grenzen in der DDR im November 1989 begann Wunsch im Oktober des Jahres als Gasthörerin am Zentralinstitut für Fremdsprachen der Universität Hamburg mit einem Studium im Westteil des später wiedervereinten Landes. Im April 1990 begann sie mit einem Promotionsstudium in Hamburg, das sie im Mitte Januar 1992 bei Brigitte Groneberg am Fachbereich Orientalistik abschloss. Während dieser Zeit weilte Wunsch auch als Stipendiatin des DAAD zu Studien am British Museum in London.
Ihren beruflichen Werdegang begann Wunsch im Sommer 1992 mit der Übernahme redaktioneller Arbeiten für den Tagungsband des 25. Deutschen Deutschen Orientalistentages. Von Mai 1993 bis Oktober 1995 weilte sie erneut, nun als Postdoktorandenstipendiatin der Deutschen Forschungsgemeinschaft (DFG), am British Museum. Danach wurde sie für ein Jahr Lehrbeauftragte für Sumerisch und Akkadisch an der Universität Barcelona. Ab Dezember 1996 war Wunsch Research Associate (Forschungsassistentin) bei Brian A. Bosworth an der University of Western Australia in Perth und der Universität Heidelberg, wo sie zum Thema Die Omenserie šumma martu – Text und Kontext forschte. Ab Juli 1997 war sie zudem Habilitationsstipendiatin der DFG. In der zweiten Hälfte des Jahres 2001 war Wunsch zu Archivstudien wieder am British Museum und wurde Ende des Jahres für drei Jahre Wissenschaftliche Angestellte des von Konrad Volk geleiteten Projektes Erbrecht in Babylonien und Assyrien an der Universität Tübingen. Von Mitte 2006 bis Anfang 2008 folgte eine Tätigkeit als Beraterin für das von Bruce Wells und F. Rachel Magdalene geleitete Forschungsprojekt Neo-Babylonian Trial Procedure, danach bis Ende 2011 für das Projekt Neo-Babylonian Trial Procedure Herausgeberarbeiten.
Von Ende 2008 bis Mitte 2010 folgte daneben ein Stipendium für die Erstedition und Interpretation keilschriftlicher Zeugnisse über exilierte judäische Bewohner in Babylonien der Gerda Henkel Stiftung. Von Ende 2011 bis Ende 2014 war Wunsch erneut Stipendiatin der Gerda Henkel- sowie der M4Human Marie-Curie-Stiftung und der Europäischen Kommission, um am Projekt Domestic Slavery in Mid-First Millennium Babylonia mitzuwirken. Daneben war sie Wissenschaftliche Mitarbeiterin am Vorderasiatischen Museum Berlin. Im Frühjahr begann sie eine Tätigkeit als Wissenschaftliche Mitarbeiterin an der Freien Universität Berlin und war ab Mai 2019 mit redaktionellen Tätigkeiten für den ISLET-Verlag und dessen Reihe Babylonische Archive beschäftigt. Im November war Wunsch Fellow am Forschungskolleg Humanwissenschaften der Universität Frankfurt. Im Januar 2023 wurde sie an der Universität Leipzig habilitiert und lehrt dort seitdem als Privatdozentin.
Wunschs zentrale Forschungsleistungen bestehen aus der Edition sumerischer wie auch akkadischer Keilschrifttexte. Ein Schwerpunkt liegt dabei auf den Rechtsurkunden sowie auf den Berichten über das jüdische Exil in Babylonien.

## Publikationen (Auswahl)
- Die Urkunden des babylonischen Geschäftsmannes Iddin-Marduk. Zum Handel mit Naturalien im 6. Jh. v. Chr. (= Cuneiform Monographs. Band 3 A und B). STYX, Groningen 1993, ISBN 90-72371-64-X.
- Das Egibi-Archiv. I. Die Felder und Gärten (= Cuneiform Monographs. Band 20 A und B). STYX, Groningen 2000.
- Urkunden zum Ehe-, Vermögens- und Erbrecht aus verschiedenen neubabylonischen Archiven (= Babylonische Archive. Band 2). ISLET, Dresden 2003, ISBN 3-9808466-1-X.
- mit Laurie E. Pearce: Documents of Judean Exiles and West Semites in Babylonia in the Collection of David Sofer (= Cornell University Studies in Assyriology and Sumerology. Band 28). CDL Press, Bethesda (Maryland) 2014, ISBN 978-1-934309-57-5.
- mit F. Rachel Magdalene und Bruce Wells: Fault, Responsibility, and Administrative Law in Late Babylonian Legal Texts (= Ancient Civilizations. Band 23). Eisenbrauns, Ann Arbor 2019, ISBN 978-1-57506-990-6.
- Judaeans by the Waters of Babylon. New Historical Evidence in Cuneiform Sources from Rural Babylonia primarily from the Schøyen Collection (= Babylonische Archive. Band 6 = Schøyen Collection: Manuscripts in the Schøyen Collection. Band 43 = Schøyen Collection: Manuscripts in the Schøyen Collection. Cuneiform texts. Band 15). ISLET, Dresden 2022, ISBN 978-3-9818260-7-4.

Herausgeberschaften
- XXV. Deutscher Orientalistentag vom 8. bis 13.4.1991 in München. Vorträge (= Zeitschrift der Deutschen Morgenländischen Gesellschaft. Supplementband 10). Steiner, Stuttgart 1994, ISBN 3-515-06527-X.
- Mining the Archives. Festschrift for Christopher Walker on the Occasion of His 60th Birthday (= Babylonische Archive. Band 1). ISLET, Dresden 2002, ISBN 3-9808466-0-1.
- mit Michael Hudson: Creating Economic Order. Record-keeping, Standardization, and the Development of Accounting in the Ancient Near East. CDL Press, Bethesda (Maryland) 2004, ISBN 1-883053-85-4.